# Duishan (sockenhuvudort i Kina, Hunan Sheng, lat 28,91, long 109,66)
Duishan (kinesiska: 对山, 对山乡) är en sockenhuvudort i Kina. Den ligger i provinsen Hunan, i den södra delen av landet, omkring 330 kilometer väster om provinshuvudstaden Changsha. Antalet invånare är 5 726. Befolkningen består av 2 795 kvinnor och 2 931 män. Barn under 15 år utgör 24,0 %, vuxna 15-64 år 60 %, och äldre över 65 år 14,0 %.
Runt Duishan är det ganska tätbefolkat, med 116 invånare per kvadratkilometer. Närmaste större samhälle är Heping, 7,4 km öster om Duishan. I omgivningarna runt Duishan växer huvudsakligen savannskog.
Genomsnittlig årsnederbörd är 1 790 millimeter. Den regnigaste månaden är maj, med i genomsnitt 312 mm nederbörd, och den torraste är december, med 28 mm nederbörd.